# Eerste divisie (vrouwenhandbal) 2012/13
De Eerste divisie is de op een na hoogste afdeling van het Nederlandse handbal bij de vrouwen op landelijk niveau. In het seizoen 2015/2016 werd D.O.S. kampioen en promoveerde als enige team naar de eredivisie. DSVD en Foreholte degradeerden naar de Tweede Divisie.

## Teams
| Club                | Plaats           | Provincie     |
| ------------------- | ---------------- | ------------- |
| Bentelo             | Bentelo          | Overijssel    |
| Targos Bevo HC      | Panningen        | Limburg       |
| Borhave             | Borne            | Overijssel    |
| DSVD                | Deurningen       | Overijssel    |
| D.O.S.              | Emmer-Compascuum | Drenthe       |
| DSS                 | Heemskerk        | Noord-Holland |
| Foreholte           | Voorhout         | Zuid-Holland  |
| Internos            | Etten-Leur       | Noord-Brabant |
| Klink Nijland/Kwiek | Raalte           | Overijssel    |
| Nieuwegein          | Nieuwegein       | Utrecht       |
| PSV Handbal         | Eindhoven        | Noord-Brabant |
| Quintus 2           | Kwintsheul       | Zuid-Holland  |
| Westfriesland/SEW 2 | Nibbixwoud       | Noord-Holland |
| Westlandia          | Naaldwijk        | Zuid-Holland  |

## Stand
| Pos | Club                | Wed | W  | G | V  | Ptn | DV  | DT  | +/−  | Opmerking                              |
| --- | ------------------- | --- | -- | - | -- | --- | --- | --- | ---- | -------------------------------------- |
| 1   | D.O.S.              | 26  | 20 | 0 | 6  | 40  | 794 | 668 | +126 | Rechtstreekse promotie naar eredivisie |
| 2   | Borhave             | 26  | 19 | 0 | 7  | 38  | 773 | 677 | +96  |                                        |
| 3   | Quintus 2           | 26  | 18 | 0 | 8  | 36  | 720 | 661 | +59  |                                        |
| 4   | Klink Nijland/Kwiek | 26  | 17 | 0 | 9  | 34  | 743 | 618 | +125 |                                        |
| 5   | DSS                 | 26  | 16 | 1 | 9  | 33  | 768 | 682 | +86  |                                        |
| 6   | Targos Bevo HC      | 26  | 15 | 2 | 9  | 32  | 734 | 727 | +7   |                                        |
| 7   | Bentelo             | 26  | 15 | 1 | 10 | 31  | 702 | 658 | +44  |                                        |
| 8   | Westlandia          | 26  | 13 | 1 | 12 | 27  | 715 | 699 | +16  |                                        |
| 9   | Westfriesland/SEW 2 | 26  | 12 | 0 | 14 | 24  | 648 | 693 | -45  |                                        |
| 10  | Nieuwegein          | 26  | 8  | 1 | 17 | 17  | 644 | 694 | -50  |                                        |
| 11  | Internos            | 26  | 8  | 1 | 17 | 17  | 638 | 727 | -89  |                                        |
| 12  | PSV Handbal         | 26  | 6  | 0 | 20 | 12  | 616 | 726 | -110 |                                        |
| 13  | Foreholte           | 26  | 5  | 2 | 19 | 12  | 644 | 797 | -153 | Degradatie naar tweede divisie         |
| 14  | DSVD                | 26  | 5  | 1 | 20 | 11  | 626 | 738 | -112 | Degradatie naar tweede divisie         |

## Nacompetitie
- Klink Nijland/Kwiek wint de nacompetitie en speelde in een "Best of Two" serie tegen Hellas. Hellas won de Best of Two en behouden hun plek in de eredivisie.